# Foveon
Foveon – firma, która w 2002 roku opracowała matrycę X3 potrafiącą zarejestrować każdą z trzech składowych koloru w każdym punkcie. Matryca ta, b wykorzystywana w niektórych aparatach cyfrowych Sigmy – lustrzance SD14 i SD15 oraz aparacie kompaktowym DP1 i DP 2.
Firma została wykupiona przez w 2008 przez Sigma corporation.